# Premis DonaTIC
Els Premis DonaTIC són guardons que atorguen el Departament de Polítiques Digitals i Administració Pública de la Generalitat de Catalunya, junt amb Tertúlia Digital i l'Observatori Dona, Empresa i Economia de la Cambra de Comerç de Barcelona, per reconèixer el paper de les dones en l’àmbit tecnològic.
Es van crear l’any 2015 i tenen un doble objectiu: d’un costat, posar en valor les dones que destaquen en el món professional, empresarial i acadèmic de les noves tecnologies; de l’altre, establir referents per promoure les vocacions en les disciplines CTEM (ciència, tecnologia, enginyeria i matemàtiques) i fomentar la presència femenina en les carreres tecnològiques i d’enginyeria.
Els premis tenen vuit categories que s’agrupen en tres àmbits: professional, acadèmic i de revelació, i divulgatiu i d’iniciatives referents. Les categories són:
- Emprenedora: dona fundadora o cofundadora d’una empresa en actiu del sector de les TIC.
- Empresària: dona que hagi consolidat una empresa que es dedica a l'àmbit de les TIC.
- Professional: dona que treballi per a una empresa o organització, o bé treballadora independent, dedicada a l’àmbit de les TIC i que tingui una titulació universitària TIC.
- Acadèmica/Investigadora: dona que es dediqui a la formació i/o recerca en l’àmbit de les TIC i tingui una titulació universitària TIC.
- Divulgadora: dona que treballi en l’àmbit de la comunicació vinculada a les TIC.
- Revelació: dona que hagi tingut un paper rellevant i destacable en l’àmbit	de les TIC, tot i tenir una trajectòria curta.
- Estudiant TIC: es divideix en Universitària i FP, i són estudiants de qualsevol titulació universitària o cicle formatiu de FP de l’àmbit TIC que hagin desenvolupat un projecte i/o iniciativa destacable en aquest àmbit.
- Iniciatives referents: també és divideix en dues subcategories, Empresarial i Entitat, centre formatiu/institució, S’adreça a qualsevol empresa, entitat i/o centre formatiu/institució que hagi desenvolupat una iniciativa pròpia que posi en valor el paper de la dona en l’àmbit de les TIC.[3]

El jurat que avalua les categories és paritari i està integrat per professionals del sector tecnològic de reconegut prestigi, tant del món acadèmic, com empresarial, institucional i associatiu. S’organitza amb un comitè tècnic, que valora les candidatures i fa una proposta de sis semifinalistes per a cadascuna de les categories, i un comitè d’honor que escull les tres finalistes i la guanyadora de cada categoria.
El lliurament dels guardons es fa coincidir amb el Dia d'Ada Lovelace, que es considera la primera programadora de la història.

## Guardonades
Des de l'any 2015, han obtingut el Premi DonaTIC, en les seves diferents categories:
| Any  | Emprenedora              | Empresària                    | Professional                                    | Acadèmica / Investigadora                                      | Divulgadora                                              | Revelació                            | Estudiant TIC                                                                                               | Estudiant FP                                             | Premi Especial | Iniciatives referents |
| ---- | ------------------------ | ----------------------------- | ----------------------------------------------- | -------------------------------------------------------------- | -------------------------------------------------------- | ------------------------------------ | --- | -------------------------------------------------------- | --- | --- |
| 2015 | Eva Martin Maria Martin  |                               | Núria Torralba                                  | Núria Oliver Begoña García-Zapirain (acc.) Emilia Gómez (acc.) | Vanessa Estorach Caroline Ragot                          |                                      | |                                                          | | |
| 2016 | Carlota Pi Amorós        |                               | Anna Moreu Hostench Cristina Estavillo (menció) | Montserrat Batet                                               | Therese Jamaa Toñi Herrero (menció) Carmen Jané (menció) | Clara Granell Laia Subirats (menció) | Patricia Sampedro                                                                                           |                                                          | | |
| 2017 | Mar Alarcón Batlle       |                               | Ana Sabater Sales                               | Ana Ripoll                                                     | Mariola Dinarès                                          | Mireia Calvo                         | Ester Lorente Garcia Marina Blasco Sánchez                                                                  |                                                          | | Oracle4Girls |
| 2018 | Maria Teixidor Jufresa   |                               | Teresa Serra i Majem                            | Karina Gibert Oliveras                                         | Xantal Llavina                                           | Jordina Torrents Barrena             | Laura Martínez Sanahuja Cristina Martin Planelles Sundus Ishaque (menció)                                   |                                                          | | StrongHer de Nokia Spain, SA ConectaCODE de la Fundación Esplai, Ciudadanía Comprometida                                                                 |
| 2019 | Eliduvina Abad Pardo     |                               | Susana Prado García                             | Rosa Maria Badia Sala                                          | Karma Peiró Rubio Núria Salán Ballesteros (menció)       | Laura Dubreuil Vall                  | Anna Reig Callis Anna Dacosta Marín                                                                         |                                                          | | Everis Spain Associació Espiral, Educació i Tecnologia (menció)                                                                                          |
| 2020 | Marta Guardiola Garcia   | Meritxell Bautista i Quiñones | Sandra Sans Estrada                             | Carme Torras Genís                                             | Cristina Steegmann Pascual                               | Verónica Bolón Canedo                | Andrea Querol de Porras Agnès Malé Gabarró                                                                  |                                                          | | Associació Espiral, Educació i Tecnologia, programa Technovation Girls                                                                                   |
| 2021 | Cristina Corchero García | María Jesús Salido Rojo       | Anna Benavent Navarro                           | Alicia Fornés Bisquerra                                        | Maria José Lodeiros Zubiria                              | Isabel García Baños                  | Marta Bertran Ferrer Sara Puig Cabruja                                                                      |                                                          | | Everis Spain, SLU amb la iniciativa “CoE Women on Fairness” Enginy-era                                                                                   |
| 2022 | Mireia Cigarran Mensa    | Selva Orejón Lozano           | Carolina Pinart Gilberga                        | Gemma Piella Fenoy                                             | Maria del Mar Porras Martínez                            | Anna Muñoz Farré                     | Belén Alastruey Lasheras                                                                                    | Fatima Sahar (Sahar Fátima Syed Shahzadi)                | Honorífic:Pilar Conesa Ciberseguretat: Jennifer González Leyva Aeroespacial: Gisela Detrell Domingo                                                 | Oracle Iberica S.R.L, per la iniciativa ‘Oracle4Teachers’ Club Dones Politècniques UPC Alumni, per la iniciativa ‘M2m’                                   |
| 2023 | Conxi Perez Andreu       | desert                        | Mireia Colina Fatjó                             | Aïda Valls Mateu                                               | Àurea Rodríguez López                                    | Alba Badia Rifà                      | Ainhoa Castaño Martos                                                                                       | Emma Casadevall Hernández Yolanda Moreno Arranz (menció) | Ciberseguretat: Vanesa Daza Fernandez Aeroespacial: Anna Ferré Mateu Cultura digital: Rosa Maria Gil Iranzo                                         | Empresarial:Launch in Barcelona SL Entitat, centre formatiu: Ajuntament d’Esplugues de Llobregat amb la iniciativa +Dona3. Ciència, Talent i Tecnologia  |
| 2024 | Maria Jose Marti Gil     | Eva García Ramos              | Roser Roca Tohà                                 | Petia Radeva                                                   | Elisabet Tremps Tor                                      | Irene Unceta                         | Universitària:Martina Massana Massip Requalificació: Ana Lucía Silva Córdoba Doctorat: Aurora Tomás Berjaga | Alma Azul Colina i Amani Fadli Dokkali                   | Honorífic: Anna Mercadé Ferrando Ciberseguretat: Lidia Panosa Gutiérrez Aeroespacial: Clàudia Soriano Guerrero Cultura digital: Susana Pérez Alonso | Empresarial: HP Printing and Computing Solutions, iniciativa STEM for Girls Entitat, centre formatiu: Associació Factoría F5 amb la iniciativa FemCoders |

### Polèmiques
L'any 2022 es premià, en la menció especial de ciberseguretat, la criminòloga i analista d'intel·ligència neonazi Jennifer González Leyva. Al cap d'uns mesos, una investigació periodística de la Directa, destapà el seu passat de militància en l'extrema dreta que li havien permès esborrar la seva pròpia petjada digital. A més a més, rebé el guardó sense haver complert els requisits mínims que exigien haver acabat un grau en Enginyeria. Això desfermà una onada de criticisme cap a la Generalitat de Catalunya i cap a l'Agència de Ciberseguretat de Catalunya, el director de la qual li entregà presencialment la distinció.